# 마이클 안젤로 바티오
마이클 앤절로 바티오(Michael Angelo Batio, 1956년 6월 12일 ~ )는 미국의 기타 연주자이다.